# Dinaro iracheno
Il dinaro iracheno (ISO 4217: IQD) è la valuta ufficiale dell'Iraq. Viene emesso dalla Banca centrale irachena.

## Storia
Nel 1932 la Gran Bretagna introdusse il dinar iracheno, che sostituì la rupia indiana che veniva usata come valuta in Iraq dall'occupazione britannica del paese durante la prima guerra mondiale, con un tasso di cambio di 1 dinar = 13⅓ rupie. La valuta aveva un rapporto fisso alla pari con la sterlina britannica fino al 1959 quando, senza cambiare valore, passò ad un rapporto fisso con il dollaro statunitense con un tasso di cambio di 1 dinaro = 2,8 dollari. Per evitare di seguire la svalutazione della valuta americana nel 1971 e 1973, il dinaro salì ad un tasso di cambio di 1 dinaro = US$3,3778. In seguito la svalutazione del 5% ridusse il valore del dinaro a US$3,2169, tasso che rimase invariato fino alla guerra del Golfo, anche se nel mercato nero alla fine del 1989 dava un tasso di cambio di sei volte maggiore (1,86 dinari per 1 dollaro US) del tasso ufficiale.
Dopo la guerra del Golfo del 1991 ed a causa del blocco economico imposto, la tecnologia svizzera di stampa della banconote non fu più disponibile. Fu quindi emessa una nuova serie di banconote, di qualità più scadente. Tale serie prese il nome di Swiss dinar e continuò a circolare nella regione curda dell'Iraq. A causa dell'eccessiva quantità di banconote stampate, il dinaro si svalutò rapidamente e alla fine del 1995, un dollaro americano valeva 3000 dinari.
In seguito alla caduta di Saddam Hussein nel 2003, le banconote continuarono ad essere stampate in attesa dell'introduzione di una nuova moneta.
Tra il 15 ottobre 2003 ed il 15 gennaio 2004 le forze della coalizione multinazionale in Iraq emisero le monete e le banconote del nuovo dinaro. Le banconote furono stampate dalla ditta De La Rue, con moderne tecniche anti-falsificazione, per "creare una singola valuta unificata che venga usata attraverso tutto l'Iraq e che renda la moneta più conveniente ad essere usata nella vita di ogni giorno della popolazione".
Le vecchie banconote furono cambiate con un tasso alla pari eccetto gli Swiss dinar, che furono scambiati con un tasso di 150 nuovi dinari per uno Swiss dinar.
Anche se il valore del dinaro è salito dopo l'introduzione delle nuove banconote da 4000 dinari per US$, che avevano al momento dell'introduzione, ad un tasso di 980 dinari per dollaro, ora è in corso un programma del Fondo monetario internazionale per portare il cambio a 1230 dinari per dollaro.

## Vecchio dinaro iracheno
Le banconote emesse tra il 1990 e l'ottobre del 2003, ad eccezione di quella da 25 dinari, recavano un'immagine dell'ex presidente iracheno Saddam Hussein. Dopo la guerra del Golfo del 1991 le banconote vennero prodotte oltre che in Iraq anche in Cina, usando materiali e metodi di stampa molto scarsi, tanto che spesso le banconote contraffatte erano di qualità migliore rispetto alle originali.
Le banconote stampate prima della guerra del Golfo erano conosciute come dinaro svizzero perché venivano prodotte con tecnologie provenienti dal paese elvetico che furono abbandonate in seguito all'embargo americano perché troppo costose.
Dopo la deposizione di Saddam Hussein si è deciso di cambiare tutte le monete e banconote presenti in Iraq.
Un ordine del governo transitorio pone la Banca centrale dell'Iraq sotto il controllo di un nuovo ente che gestisce tutte le transazioni finanziarie in ingresso e uscita dall'Iraq. 

## Nuovo dinaro iracheno
Tra il 15 ottobre 2003 e il 15 gennaio 2004 il governo provvisorio iracheno ha emesso le nuove monete e banconote prodotte con avanzate tecniche anti-contraffazione.

## Monete
Il 2 gennaio 2005 la banca centrale ha emesso due monete dal valore di 25 e 100 dinari.
| Monete irachene |                           |                                                                         |                 |       |          |
| Valore          | Composizione              | Verso                                                                   | Retro           | Peso  | Diametro |
| 25 dinari       | Acciaio ricoperto di rame | Iscrizione: "Banca Centrale irachena" e "25 dinari" in caratteri arabi  | Mappa dell'Iraq | 2 g   | 17.5 mm  |
| 100 dinari      | Nickel ricoperto di rame  | Iscrizione: "Banca Centrale irachena" e "100 dinari" in caratteri arabi | Mappa dell'Iraq | 4.3 g | 22 mm    |

## Banconote
Vi saranno sei diverse denominazioni per quanto riguarda le banconote: 50, 250, 1000, 5000, 10 000, e 25 000 dinari. Le banconote sono molto simili a quelle emesse dalla Banca centrale irachena tra il 1970 e il 1980.

| Banconote irachene |            |                                          |                                              |
| Serie del 2003     |            |                                          |                                              |
| Valore             | Colore     | Fronte                                   | Retro                                        |
|                    | Viola      | Silos per il grano a Bassora             | Palme da datteri                             |
|                    | Blu        | Un astrolabio                            | Minareto di Samarra                          |
|                    | Blu-Grigio | Diga di Ducan sul fiume al-Zab           | Scultura assira raffigurante un toro alato   |
|                    | Marrone    | Un dinaro d'oro (moneta)                 | Università di al-Mustansiriyya, Baghdad      |
|                    | Blu scuro  | Il burrone Ali Bey e la relativa cascata | Fortezza del deserto ad al-Uqaysir           |
|                    | Grigio     | Abu Ali Hasan Ibn al-Haytham             | Minareto della grande moschea di Nuri, Mosul |
|                    | Rosso      | Fattoria curda                           | Scultura del re Hammurabi                    |

### Caratteristiche di sicurezza
Le nuove note del dinaro iracheno sono stampate con la più nuova tecnologia contro la falsificazione. I dispositivi di sicurezza delle note assomigliano a quelli delle banconote dell'euro ed appartengono a quelle più sicure al mondo.
Uno dei motivi principali, che hanno condotto all'introduzione del nuovo dinar iracheno, era a parte la struttura di nuovo governo democratico anche la lotta contro le falsificazioni. La banca centrale in Iraq ha selezionato l'azienda inglese De La Rue, specializzata contro le falsificazioni, conducente universalmente, per la stampa di banconote nuove.

## Serie storica dei cambi
| Valore del dinar: (un Dinar iracheno =US-$) |           |
| Anno                                        | Valore    |
| 1932                                        | 4,86      |
| 1971                                        | 2,80      |
| 1973                                        | 3,39      |
| 1982                                        | 3,22      |
| 1989                                        | 0,25      |
| 2003                                        | 0,33 *    |
| 2004                                        | 0,00027   |
| 2005                                        | 0,00068   |
| aprile 2006                                 | 0,00065   |
| giugno 2007                                 | 0,000796  |
| agosto 2007                                 | 0,0008084 |

2003: Valore del dinaro, che è stato usato nel nord curdo (dinar curdo)